# Philippe Pinerd

Philippe Taipa Pinerd, né le 29 janvier 1964 à Montpellier, est un taekwondoiste et hapkidoiste français.
Il est reconnu pour avoir été entraîneur et coach aux Jeux Olympiques de Taekwondo à trois reprises.

## Biographie
Philippe Pinerd, né en France, a grandi pendant 12 ans à Bangui en Centrafrique, où il a été élevé par son père alors ministre de la Santé, Georges Pinerd. Il a commencé le Taekwondo en 1980 sous la tutelle de Maître Choi Jong Lim. Il a ensuite poursuivi sa pratique à Paris, combattant pour le club de Maître Kim Yong Ho. Sous sa direction, il a remporté la Coupe de France FFTKD en 1984.
En 1985, alors qu'il effectuait son service militaire, il subit une blessure grave au genou. Après son service, en 1987, Philippe Pinerd prend la décision de partir en Corée du Sud, berceau du Taekwondo et de l'Hapkido, afin d'approfondir ses connaissances dans ces disciplines. Il devient ainsi le premier Français à intégrer l'équipe de combat d'une université coréenne de Taekwondo, à Yonsei. Pendant cette période, il étudie également la gymnastique posturale avec les moines coréens.
En 1989, il revient en France pour terminer ses études et repart en Corée en 1992, jusqu'en 1995, pour être professeur de français. Il se spécialise alors dans le Hapkido.
En 1998, il est nommé Conseiller Technique National de la Commission Hapkido de la Fédération Française de Taekwondo.
Par la suite, Philippe Pinerd occupe le poste d'entraîneur au Pôle d'Aix en Provence, puis devient entraîneur olympique de l'équipe de France de Taekwondo en 2002. Sous sa direction, l'équipe remporte une médaille de bronze aux Jeux Olympiques d'Athènes en 2004 avec Pascal Gentil, ainsi qu'une médaille d'argent avec Myriam Baverel. Il remporte de nombreuses autres médailles internationales avec des athlètes comme Christophe Négrel (également qualifié aux Jeux Olympiques d'Athènes), Bruno N'tep, Christophe Civiletti...
En 2004, il réalise un DVD présentant les différentes techniques de Hapkido.
Cependant, en 2005, il démissionne de son poste en raison de divergences avec l'équipe d'encadrement. À partir de 2006, il entame une carrière internationale en devenant successivement entraîneur national de Taekwondo pour les équipes de Belgique, de Centrafrique, du Kazakhstan, d'Aruba, du Costa Rica et du Pérou. Sous sa direction, plusieurs athlètes parviennent à se qualifier pour les Jeux Olympiques, notamment deux athlètes pour Londres en 2012 (David Boui) et quatre athlètes pour Rio en 2016.
Parallèlement à ses activités d'entraîneur, il obtient un Master en négociations internationales à Aix-en-Provence et enseigne la méthodologie de l'entraînement au département de Taekwondo de l'université de Keimyung en Corée du Sud.
En 2022, il devient le coordinateur national du programme de Haute performance de la Fédération Mexicaine de Taekwondo. Il anime alors aussi des séminaires d'auto-défense féminine dans plusieurs états du Mexique.

## Reconnaissance
Philippe Pinerd est actuellement titulaire du 8ème dan Chungdokwan et 7ème dan de Hapkido. Il est par ailleurs l'entraîneur français de Taekwondo le plus récompensé.